# Dodge St. Regis
La Dodge St. Regis était une automobile 4 portes de grande taille vendue par la division Dodge de la Chrysler Corporation de 1979 à 1981.

## Présentation de la conception

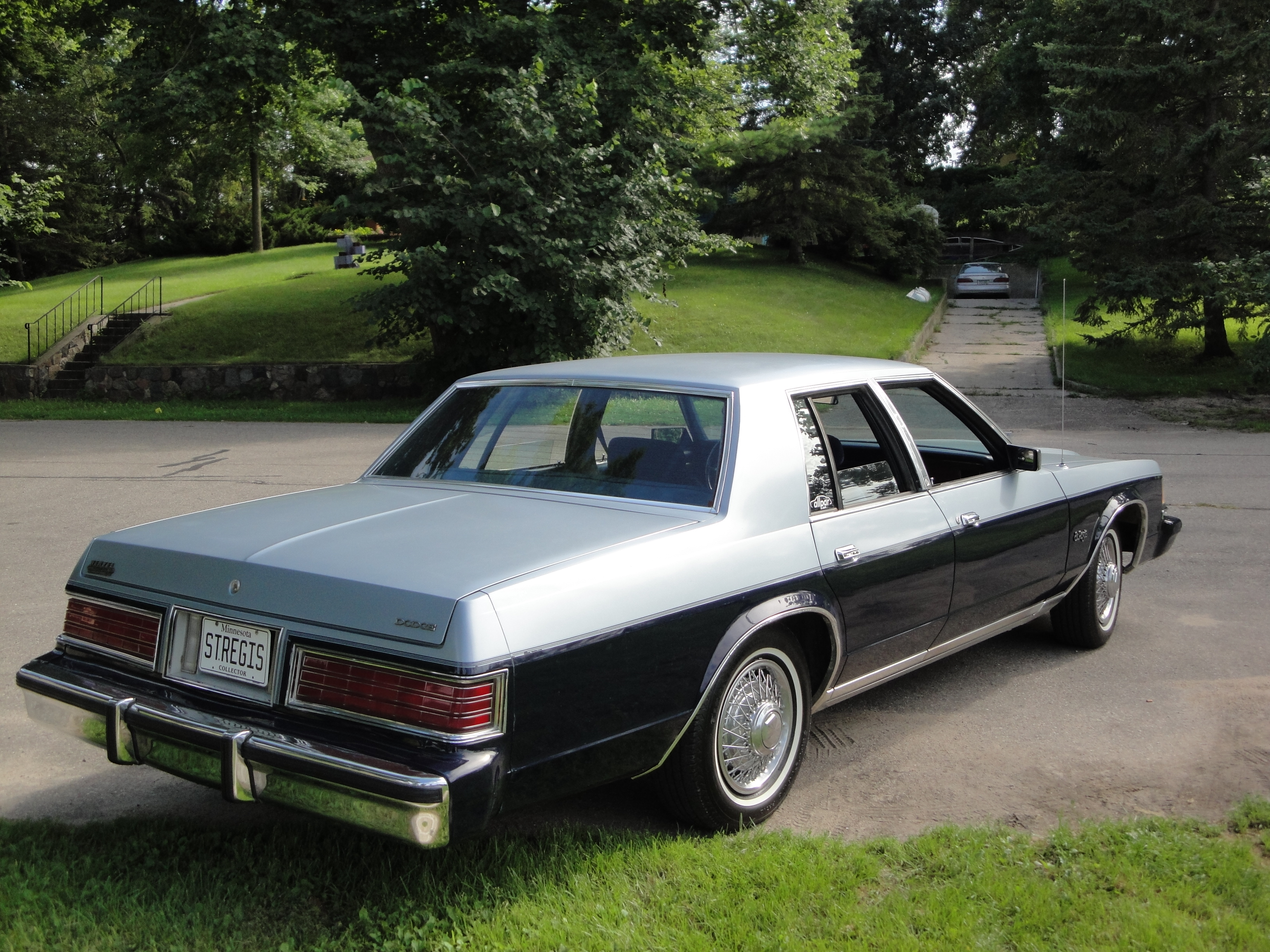
1980 Dodge St.Regis

La St. Regis était basée sur la plate-forme R à propulsion arrière de Chrysler. En tant qu'alternative moins coûteuse et de taille réduite de la plate-forme C (remaniée pour 1974), la plate-forme R était une mise à jour de la plate-forme B (remaniée en 1971, datant pour la première fois de 1962). Utilisé par une grande variété de voitures intermédiaires de Chrysler, la plate-forme B soutenait les gammes de modèles allant des Dodge Coronet et Plymouth Belvedere aux Dodge Charger et Chrysler Cordoba.
Par rapport à sa prédécesseur la Dodge Royal Monaco de 1977, la Dodge St. Regis perd 140 mm en longueur, 69 mm en largeur, 76 mm d'empattement et près de 408 kg de poids à vide (selon le groupe motopropulseur). Les V8 gros bloc 400 et 440 ont été abandonnés, avec la St. Regis continuant d'utiliser le moteur six cylindres en ligne 225 de 3,7 L et les V8 318 de 5,2 L et 360 de 5,9 L. Les trois moteurs étaient couplés à une transmission automatique à trois vitesses.
Le nom « St. Regis » était à l'origine une finition haut de gamme sur le coupé à toit rigide New Yorker de 1956, et à nouveau sur le coupé Chrysler New Yorker Brougham de 1974 à 1978. Offert seulement comme une quatre portes tricorps, la St. Regis était décorée avec du verre de porte sans cadre (bien que le quart de verre arrière était fixe). Pour la distinguer de ses homologues, les Plymouth Gran Fury, Chrysler Newport et Chrysler New Yorker, des couvre-phares rétractables et transparents ont été adaptés pour le carénage avant (introduit un an plus tôt sur la Dodge Magnum de 1978).

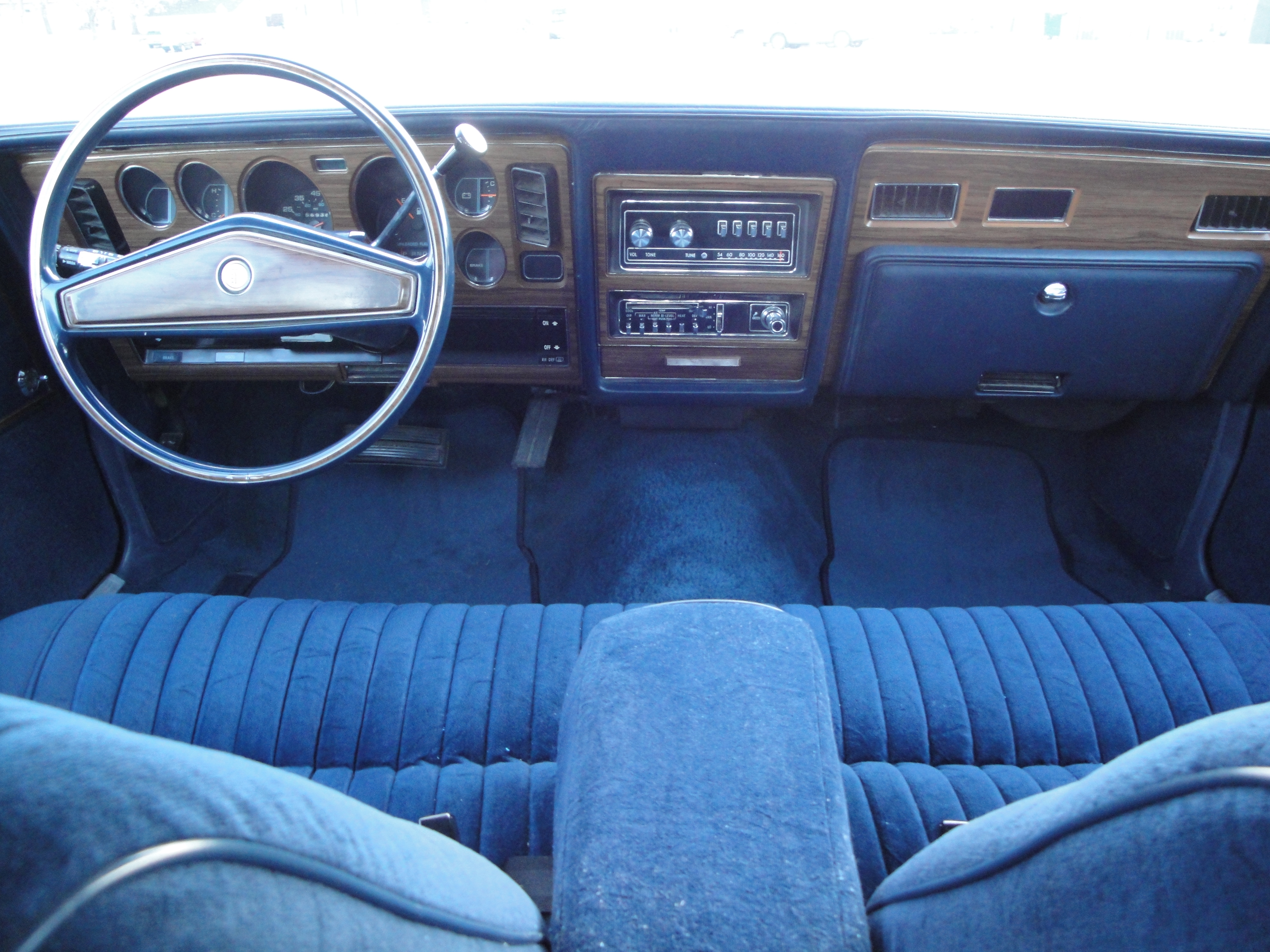
Intérieur

## Situation du marché
Les nouvelles voitures (comme leurs prédécesseurs de 1974-1978) sont arrivées au mauvais moment, une deuxième crise pétrolière a frappé les États-Unis en 1979. Même si la St. Regis passa à un châssis intermédiaire permettant à la voiture d'avoir un extérieur plus petit que son prédécesseur, la Dodge Monaco, elle restait bien plus grande que ses concurrentes Ford LTD et Chevrolet Caprice et elle n’était pas beaucoup plus économe en carburant. De plus, sous la tôle, le St. Regis était essentiellement la vieille plate-forme B datant de 1962 et ne pouvait rivaliser avec les toutes nouvelles carrosseries GM et véhicules Ford Panther. Contrairement aux modèles Ford et GM fabriqué à partir d'une feuille blanche, la situation financière désastreuse de Chrysler a relégué la société pour réorganiser un châssis existant.
Coïncidant avec la crise du carburant, la hausse des taux d’intérêt et les problèmes persistants de la société et des finances de Chrysler ont contribué à réaliser une forte proportion des ventes aux flottes pour ses berlines full-size, chaque année, une bonne proportion (30% ou plus) était destinée à une utilisation par la flotte (police et autres forces de l'ordre). Initialement, Chrysler a retiré Plymouth du segment full-size (faisant de la Volare la plus grande Plymouth pour 1979); pour 1980, une version Plymouth de la plate-forme R a été introduite, presque exclusivement pour les ventes de flottes.
La St. Regis et les autres modèles R-Body ont été abandonnés au milieu de 1981, laissant la Dodge Diplomat (une voiture de taille moyenne) au rang de modèle "full-sized" de la marque, jusqu'à ce que la réintroduction d'une nouvelle Dodge Monaco en 1990.

## Arrêt
La plate-forme R de Chrysler a été abandonnée au milieu de l'année modèle 1981, la Dodge St. Regis mettant fin à sa gamme (tout comme la Chrysler Newport). Pour 1982, la Diplomat de taille moyenne a été commercialisée comme étant la plus grande berline Dodge; alors que près de 406 mm plus courte, la gamme de modèles a été le principal véhicule Chrysler pour les ventes aux forces de l'ordre dans les années 1980.
Pour 1990, la marque Dodge a réintégré le segment full-size avec la Dodge Monaco à traction avant, une homologue de l'Eagle Premier (toutes deux dérivées de la Renault 25). Pour 1993, Dodge a présenté sa première voiture full-size à traction avant développée par Chrysler, la Dodge Intrepid. Tout en étant plus proche de la taille extérieure de la Diplomat, l'Intrepid correspond presque à la St. Regis en termes de taille intérieure.

## Production
| Année             | Unités |
| ----------------- | ------ |
| 1979              | 34 434 |
| 1980              | 17 068 |
| 1981              | 13 000 |
| Production totale | 64 502 |

## Comparaison des moteurs
| Comparaison des performances               | Fury de 78      | Monaco de 78    | St. Regis de 79 | St. Regis de 80 | St. Regis de 81 |
| ------------------------------------------ | --------------- | --------------- | --------------- | --------------- | --------------- |
| Moteur                                     | 440 (7,2 L)     | 400 (6,6 L)     | 360 (5,9 L)     | 360 (5,9 L)     | 318 (5,2 L)     |
| Puissance                                  | 259 ch (190 kW) | 193 ch (142 kW) | 198 ch (145 kW) | 188 ch (138 kW) | 167 ch (213 kW) |
| Rapport d'essieu                           | 2,71:1          | 3,21:1          | 3,21:1          | 2,94:1          | 2,94:1          |
| Poids (en kg)                              | 2 002           | 1 982           | 2 055           | 1 860           | 1 853           |
| Empattement (en mm)                        | 2 982           | 2 982           | 3 010           | 3 010           | 3 010           |
| Temps au tour sur route (en s)             | 91,1            | 93,6            | 91,65           | 91,8            | 93,93           |
| 0–97 km/h (en s)                           | NA              | NA              | 10,1            | 11,3            | 12,76           |
| 0–161 km/h (en s)                          | 24,8            | 34,4            | 30,2            | 36,7            | 45,72           |
| Vitesse maximale (en km/h)                 | 214             | 188             | 197             | 197             | 185             |
| Freinage (en m/s2)                         | 7,10            | 6,89            | 6,52            | 7,16            | 7,21            |
| Temps au quart de mile (402 m) (en s)      | NA              | NA              | NA              | 18,4            | 19,63           |
| Vitesse au quart de mile (402 m) (en km/h) | NA              | NA              | NA              | 125             | 120             |
| Consommation en ville (en L/100 km)        | 23,5            | 18,1            | 19,6            | 21,4            | 15,2            |

## Utilisation dans l'application de la loi
À la suite de son introduction, la Dodge St. Regis a été fortement utilisée comme voiture de police aux États-Unis. En dehors de la Californie, un moteur V8 360 de 198 ch (145 kW) était disponible dans le cadre de la finition de police A38; la finition était populaire auprès des forces de l'ordre de l'époque. En Californie, la St. Regis était équipée d'un V8 360 à quatre corps de 193 ch (142 kW). Pour 1980, le moteur 360 a été remplacé par un V8 318 de 157 ch (116 kW) à 4 corps avec des émissions californiennes pour se conformer aux réglementations nationales en matière d'émissions. Le changement de groupe motopropulseur était impopulaire, car les agents ont constaté que la vitesse de pointe du véhicule était réduite à moins de 160 km/h lorsqu'il était équipé d'une barre lumineuse (ou 105 km/h sur une pente).
Coïncidant avec les efforts visant à accélérer le retrait de la St. Regis des services de patrouille, la CHP a adopté en 1982 la « Ford Mustang Severe Service » qui était un Police Pursuit Vehicle (PPV).

## Télévision et collectionneurs
Coïncidant avec son utilisation dans l'application de la loi, la St. Regis est apparue dans plusieurs séries télévisées policières des années 1980, y compris Mr. Gun et Hooker.
Alors que la St.Regis a peu de valeur de collecteur aujourd'hui (aux côtés de ses homologues Chrysler/Plymouth à plate-forme R), la similitude mécanique de la plate-forme R avec les véhicules Chrysler antérieurs conduit les collectionneurs à rechercher des exemplaires abandonnés pour les freins à disque avant pour mettre à niveau leurs voitures antérieures (comme les Dodge Dart et Plymouth Barracuda)[réf. nécessaire]. Avec le faible nombre de voitures construites (par rapport à ses concurrentes Ford et Chevrolet) et le pourcentage élevé de voitures détruites dans le travail cinématographique et télévisé ou retirées après utilisation policière, très peu d'exemplaires survivent aujourd'hui.

## Sources
- Edwin J Sanow, Dodge, Plymouth & Chrysler Police Cars 1956–1978, Osceola, WI, Motorbooks International Publishers and Wholesalers, 1994, 224 p. (ISBN 978-0-87938-958-1)